# 146 a.C.

## Eventos
- Cneu Cornélio Lêntulo e Lúcio Múmio Acaico, cônsules romanos.
- Sétimo ano da Guerra Lusitana na Península Ibérica.
- Último ano da Terceira Guerra Púnica entre a República Romana e Cartago:
  - Destruição de Cartago por Cipião Emiliano.
- No final da Guerra Acaia, Lúcio Múmio Acaico toma e destrói completamente Corinto, anexando a Acaia como uma nova província romana.